# Кантонмент
Кантонмент (англ. cantonment, от фр. canton — «район, квартал»; распространена аббревиатура cantt) — первоначально, место размещения временного или полупостоянного военного или полицейского гарнизона в городах, «военный городок».
В Южной Азии словом кантонмент называют постоянные военные базы, кварталы в городе, в которых размещаются армейские или полицейские силы. Кантонменты как особый тип городского поселения распространены практически во всех бывших английских колониях (или странах, находившихся под сильным английским влиянием) — Индии, Пакистане, Бангладеш, Шри-Ланке, Сингапуре, Непале и т. д.
Крупные кантонменты Армии Британской Индии располагались в городах Индии, особенно в северной, северо-западной и северо-восточной её частях. Их статус как постоянных военных поселений был установлен военными реформами лорда Китченера 1903 г. и Актом о кантонментах 1924 г. В кантонментах под защитой войск и полиции располагались органы колониальной администрации, религиозные, образовательные и культурные учреждения для колонизаторов и их местных союзников.
Многие из кантонментов, учреждённых в колониальный период, ныне используются для дислокации частей индийских вооружённых сил в соответствии с новым Актом о кантонментах 2006 г.

## КантонментВаранаси
Находится в западной части города, у южного берега Варуны, отграничен рекой и линией железной дороги. Среди других городских районов кантонмент отличается малой плотностью застройки и богатым озеленением. Является одним из фешенебельных районов города. Здесь расположены железнодорожный вокзал станции Варанаси Узловая (Varanasi Junction), гостиницы международного уровня, торгово-развлекательные комплексы. Также в кантонменте размещаются христианские храмы разных конфессий и резиденции христианских миссий, офисы ряда госучреждений, в том числе центральный почтовый офис.
Из воинских частей в кантонменте Варанаси расквартировано учебное заведение военно-воздушных сил Индии.

## Карачи
В составе Карачи 6 кантонментов.